# Мурсбург (Теннессі)
Мурсбург (англ. Mooresburg) — переписна місцевість (CDP) в США, в окрузі Гокінс штату Теннессі. Населення — 877 осіб (2020).

## Географія
Мурсбург розташований за координатами 36°21′3″ пн. ш. 83°14′7″ зх. д. / 36.35083° пн. ш. 83.23528° зх. д. (36.350789, -83.235300).  За даними Бюро перепису населення США в 2010 році переписна місцевість мала площу 11,03 км², з яких 9,87 км² — суходіл та 1,16 км² — водойми.

## Демографія
Згідно з переписом 2010 року, у переписній місцевості мешкала 941 особа в 373 домогосподарствах у складі 270 родин. Густота населення становила 85 осіб/км².  Було 417 помешкань (38/км²).
Расовий склад населення:
| - 98,5 % — білих - 0,6 % — корінних американців - 0,3 % — чорних або афроамериканців |

До двох чи більше рас належало 0,4 %. Частка іспаномовних становила 0,2 % від усіх жителів.
За віковим діапазоном населення розподілялося таким чином: 24,3 % — особи молодші 18 років, 61,6 % — особи у віці 18—64 років, 14,1 % — особи у віці 65 років та старші. Медіана віку мешканця становила 40,8 року. На 100 осіб жіночої статі у переписній місцевості припадало 90,5 чоловіків;  на 100 жінок у віці від 18 років та старших — 85,9 чоловіків також старших 18 років.
Середній дохід на одне домашнє господарство  становив 44 031 долар США (медіана — 36 875), а середній дохід на одну сім'ю — 54 872 долари (медіана — 51 154). За межею бідності перебувало 6,9 % осіб, у тому числі 7,8 % дітей у віці до 18 років та 4,1 % осіб у віці 65 років та старших.
Цивільне працевлаштоване населення становило 483 особи. Основні галузі зайнятості: виробництво — 30,8 %, роздрібна торгівля — 14,1 %, освіта, охорона здоров'я та соціальна допомога — 14,1 %.